# Фторид тория-калия
Фторид тория-калия — неорганическое соединение,
двойной фторид калия и тория с формулой KThF5,
кристаллы.

## Физические свойства
Фторид тория-калия образует кристаллы
тригональной сингонии,
пространственная группа R 3,
параметры ячейки a = 1,5713 нм, c = 1,0462 нм, Z = 18.

## Применение
- Электролизом расплава KThF5 и хлорида щелочного металла получают чистый торий.